# Batalla de Vaprio d'Adda
La batalla de Vaprio d'Adda fue un enfrentamiento de la guerra italiana de 1521-1526 por el ducado de Milán, previamente tomado por Francisco I de Francia en la batalla de Marignano, y que Carlos I de España y V de Alemania quería devolver a los Sforza tras su alianza con el Papa León X. En el transcurso de la batalla, el ejército hispanopapal bajo el mando de Prospero Colonna derrotó a los franceses a las puertas de Milán y allanaron la toma del ducado.

## Movimientos previos
El 30 de octubre, Prospero Colonna y su sobrino político Fernando de Ávalos acamparon alrededor de Asola con algo más de 24.000 hombres entre italianos, españoles y mercenarios suizos. Los franceses de Lautrec estaban por su parte en Ostiano y los venecianos del administrador Andrea Gritti en Pontevico. Durante la espera, los mercenarios suizos de ambos bandos comenzaron a demandar más paga, lo que ocasionó que 4000 de ellos abandonase el campamento francés rumbo a su patria. El mismo día, Colonna se puso en marcha hacia el campo francés, obligando a Lautrec a retirarse cautelosamente Robecco d'Oglio. El vizconde no creía que Colonna se atreviera a asaltar Milán directamente, especialmente con deserciones de mercenarios que él también estaría sufriendo, pero los suizos llamaban a la precaución, notando que si el ataque sucedía, los francovenecianos no podrían detenerlo.
El 1 de noviembre, las predicciones venecianas resultaron correctas. A pesar de la deserción de varias uniades venecianas, Colonna continuó su avance hacia Robecco, obligando a franceses y venecianos a acordar seguir cediendo terreno a Soncino y Orzinuovi respectivamente, separados por elrío Oglio. Intencionalmente o por error, sin embargo, Lautrec abandonó a los venecianos y se replegó directamente a Cremona. En los días siguientes, el ejército de Colonna atravesó con seguridad los pueblos de Bassa y cruzó el Oglio sobre un puente de pontones, espantando a una compañía de jinetes franceses que intentaron obstaculizarle. Lautrec trató de volver a hacer frente común con Venecia y acordó reunirse en Crema, desde donde cerrarían el paso a Colonna en el río Adda mediante fortificaciones y tierra quemada.

## Batalla
El 9 de noviembre, el ejército francoveneciano acampó entre Truccazzano y Cassano d'Adda y comenzó a fortificar las orillas del Adda con baluartes y artillería. Dos días después, Colonna y los suyos llegaron a Vailate, desde donde trataron de identificar el mejor lugar para cruzar el río.
A última hora del 12, un contingente de 2000 soldados italianos y 1500 lansquenetes fingieron moverse hacia Treviglio, pero en realidad lo hicieron hacia Rivolta d'Adda , donde colocaron piezas de artillería y comenzaron a disparar contra las posiciones enemigas para captar la atención de los francovenecianos, haciéndoles creer que pretendían cruzar el río en ese tramo en un movimiento similar al de Alejandro Magno en el Hidaspes. Mientras tanto, otro contingente de infantería italiana cruzó el río por otro tramo cerca de Vaprio d'Adda, poco defendido por los franceses. Para cuando la caballería de Lautrec se percató del truco, ya habían cruzado nueve banderas italianas de Colonna, por lo que los abrumados franceses pidieron refuerzos, que llegaron al mando de Lescun con infantería, caballería y artillería. Tras una dura batalla, los franceses lograron detener temporalmente el avance italiano.
Hacia las tres de la madrugada, el grueso de la artillería imperial, apostado en Canonica, comenzó a disparar contra las posiciones enemigas, precediendo un asalto general. Los franceses concentraron tropas y artillería para defender Vaprio, pero fueron rechazados por los suizos del general papal Schiner y debieron retirarse. Mientras tanto, la  caballería aliada al bando de Giovanni de Médicis y Gian Giacomo Medici derrotaban a sus oponentes, permitiendo al resto del ejército ensamblar un nuevo puente de pontones y comenzar a cruzar el río. Para el día siguiente, el ejército de Colonna ya había cruzado el Adda y acampado en Melzo. Los venecianos y franceses, viendo ya inútil tratar de plantar cara en la región, se retiraron finalmente a Melegnano con vistas a defender Milán.

## Posterioridad
El 16 de noviembre, los francovenecianos acamparon en Porta Ticinese y cerraron el paso a la ciudad de Milán, pero su situación estaba en punto crítico. Lautrec había exigido a Gritti que los acaudalados venecianos pagasen los salarios de todos los mercenarios suizos, creando discordia entre los campos, y los ciudadanos milaneses no toleraban ya más la ocupación francesa y amenazaban con estallar en revueltas de un momento a otro. Tres días después, Colonna, Ávalos y Schiner tomaron por asalto con facilidad la base hispanofrancesa y se dirigieron a Milán, sorprendiendo a Lautrec, que no había creído posible que superasen el entramado tan rápido y por ello no había fortificado la ciudad adecuadamente. Ante el fuego de los arcabuceros españoles e italianos, los defensores rompieron filas y huyeron en desorden, temiendo que el pueblo milanés aprovechara para perseguirles. Lautrec y Gritti se sumaron a la huida hacia Lecco y Bérgamo, y tal y como temían, los propios milaneses abrieron las puertas de la ciudad, dejando entrar a los triunfantes aliados.
Tras la toma de Milán, Francisco II Sforza fue instalado como nuevo duque de Milán de acuerdo con los pactos entre Carlos I y León X.